# Piz Suvretta
Piz Suvretta är en bergstopp i Schweiz.   Den ligger i regionen Maloja och kantonen Graubünden, i den östra delen av landet, 180 km öster om huvudstaden Bern. Toppen på Piz Suvretta är 3 144 meter över havet, eller 195 meter över den omgivande terrängen. Bredden vid basen är 2,2 km.
Terrängen runt Piz Suvretta är huvudsakligen bergig, men den allra närmaste omgivningen är kuperad. Närmaste större samhälle är St. Moritz, 6,4 km öster om Piz Suvretta. 
Trakten runt Piz Suvretta består i huvudsak av gräsmarker. Runt Piz Suvretta är det ganska glesbefolkat, med 31 invånare per kvadratkilometer.